# Vision d'Edmund Leversedge
La vision d'Edmund Leversedge est un texte qui ne survit que dans un seul manuscrit du XVe siècle composé en moyen anglais et acquis en 1892 par la bibliothèque nationale du Royaume-Uni située à Londres, soit la British Library. La vision est à l’origine composée en latin en 1465. Son auteur, Edmund Leversedge, est un propriétaire terrien de Frome, soit une ville et une paroisse civile du comté du Somerset, en Angleterre. Alors qu’il est gravement malade dû à la peste, il a une vision de la vie après la mort en 1465.

## Auteur
Originaire de Frome en Angleterre, Edmund Leversedge porte le nom de son grand-père qui prend possession du manoir de Frome en 1406. Il est le plus jeune fils de Robert Leversedge et d’Agnes de Westbury, qui ont deux autres enfants, soit William et John Leversedge. Edmund hérite du manoir de Heywood à Westbury avec son frère John à la mort de leur mère et il devient le gardien du plus jeune fils de William à la mort de celui-ci en 1485.  Il meurt le 17 août 1496 et souhaite être enterré dans la partie nord de l’église paroissiale de Westbury auprès de la tombe de sa mère. Il était un propriétaire terrien qui laisse à sa mort de l’argent et de la propriété à son frère John, à son  neveu Edmund et à sa nièce Elizabeth. Son testament démontre de par ses legs à l’image de la Sainte Vierge à l’église de Westbury et à la fondation d’une fraternité en l’honneur du Corpus Christi dans la même église une foi ferme dans l’eucharistie. Cette foi se retrouvait également dans la vision qu’il a en 1465 alors qu’il est touché par la peste. 

## Contenu de la vision

### Résumé
Edmund Leversedge est frappé par la peste en mai de l’année 1465. Affecté par les symptômes de cette maladie qu'il décrit en détail, Edmund est également tenté par deux diables qui tentent de lui faire renoncer à sa foi. La mère ainsi que des amis de Leversedge prennent soin de lui, l’arrosent légèrement d’eau bénite et prient pour lui alors qu’il combat les terribles diables qui le torturent et qui font trembler les fondations de la maison où il repose.
L’âme de Leversedge quitte son corps par sa bouche et arrive à un endroit très semblable à un cimetière où il rencontre son ange gardien. Ce dernier le mène au travers d'une place sombre jusqu'à une vallée où la lumière est semblable à celle de l’aube avant de le quitter.  Une compagnie de diables habillés des vêtements à la mode que Leversedge avait l’habitude de porter arrive quelques instants plus tard, réclamant son âme, le torturant et le tentant, lui disant que s’il les suit il deviendra un maître parmi eux alors que s’il ne le fait pas il brûlera dans un feu éternel. L’âme d’Edmund arrive à dominer la tentation en appelant le nom du Christ. À la suite de cette épreuve, un second groupe de diables arrive et le torture de nouveau, le tente encore une fois en lui offrant de l’or, de l’argent ainsi que des pierres précieuses et en promettant à Edmund qu’ils lui obéiront s’il le suit ou qu’il souffrera autrement des tourments d’un feu éternel. Alors que l’âme est sur le point d’abandonner, l’ange gardien vient parmi les diables qui s’enfuient et emmène Leversedge loin au sommet d’une très haute colline hors de portée de ceux qui le torturaient.
En ce lieu se trouve une échelle de cristal qui va vers le ciel à laquelle l’ange aide l’âme de Leversedge à grimper. Edmund voit au bout de cette échelle une place très lumineuse et joyeuse où résident des gens. L’ange le guide ensuite vers une nouvelle échelle qui le mène à un second lieu, un endroit lumineux à un point tel qu’il devient aveugle au moment où il en traverse les portes, tombe à genoux et demande miséricorde à Dieu. Une voix s’adresse à lui pour lui demander quelle a été sa conduite sur terre pour qu’il demande miséricorde. Les diables d’une part au pied de la colline crient et réclament l’âme d'Edmund, ce dernier ayant péché essentiellement en portant des vêtements à la mode. D'autre part,un groupe de personnes provenant du même endroit fait la liste des bonnes actions de l’âme, relèvent sa croyance inébranlable en l’eucharistie ainsi que sa résistance face aux tentations des démons, ce qui est suivi d’une dispute entre les démons et les gens de l’endroit lumineux.
L’âme de Leversedge se retrouve soudainement au sommet de la colline avec sa vue retrouvée et voit une femme venir vers lui qui l’informe qu’elle a prié pour lui pour qu’il puisse corriger ses mauvaises habitudes, lui donne des instructions reliées aux vêtements qu’il devrait porter, le réprimande et lui ordonne de ne plus pécher sans quoi il sera condamné. La femme lui donne d’autres ordres, notamment celui de ne plus embrasser de femmes, mais elle lui en donne finalement la liberté pourvu que cela ne le conduise pas à pécher. Elle lui ordonne de plus d'étudier la théologie durant huit ans à l’Université d’Oxford, à la suite de quoi elle lui indique que les membres de sa parenté seront morts après cette période et que ses ennemis le seront aussi.
L’ange gardien guide ensuite l’âme au travers des démons en lui disant que Dieu leur a donné le pouvoir de persécuter les gens en raison de leurs péchés. Il l’exhorte par ailleurs à rechercher la miséricorde de Dieu et à se faire conseiller par des prêtres en sa ville natale, approuvant le choix du Vicaire de Westbury. L’ange amène l’âme de Leversedge à l’église paroissiale de Frome et lui montre le chemin vers sa carrière future, lui dit d’aller à Oxford et de respecter les commandements de la femme ayant prié pour lui et quitte Edmund dont l’âme retrouve le corps.

Leversedge raconte ensuite qu’il demande aux prêtres comment est-ce que l’homme obtient la miséricorde de Dieu et termine son texte en remerciant ce dernier pour sa délivrance, lui demandant de l’aider dans le futur. Il admoneste de plus tous les pécheurs d’abandonner leurs mauvaises manières sous peine de souffrir dans les flammes éternelles. Il dit finalement dans les toutes dernières lignes du texte que son ami de Witham a traduit son récit en latin et donne l’incipit de la version latine.

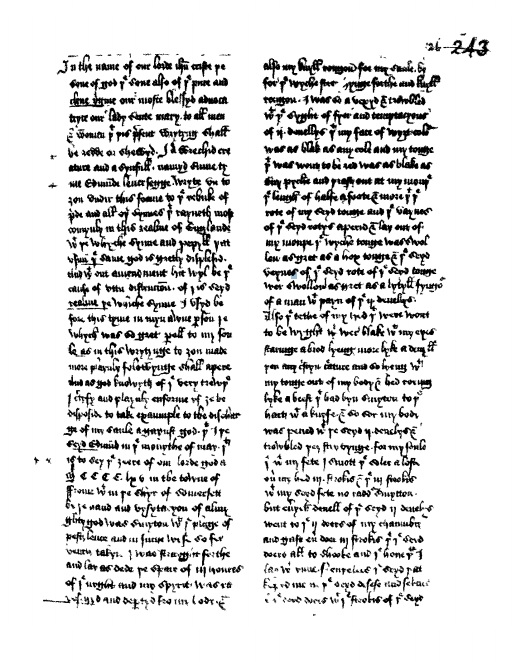
Vision d'Edmund Leversedge, British Library MS Additional 34,193, fol. 126r (reduced)

### Thèmes
Bien qu'étant issue du XVe siècle, la vision d'Edmund Leversedge possède les caractéristiques d’une grande vision du XIIe siècle, comprenant un ange qui guide son âme ainsi qu’une progression au sein de plusieurs places dédiées d'abord à la punition des pécheurs pour arriver ensuite à l’endroit du repos éternel. En ce sens, le feu éternel du purgatoire est abordé et le paradis l'est ensuite. La vision aborde divers thèmes tels la maladie, l’approche de la mort ou encore les tourments de l’âme dans le purgatoire. Elle contient de plus un guide dans l'au-delà qui ramène l'âme de Leversedge à son corps. La théologie est mise de l'avant, les pécheurs étant menacés de souffrir au sein des flammes éternelles, Edmund étant poussé à aller étudier dans ce domaine à Oxford vers la fin de son périple et son ange qui le guide le poussant à se référer à des prêtres au sujet de la miséricorde de Dieu. 

### Manuscrit
La vision d'Edmund Leversedge est un texte qui ne survit que dans un seul manuscrit du XVe siècle, MS Additional 34,193, composé en anglais moyen acquis en 1892 par la bibliothèque nationale du Royaume-Uni située à Londres, soit la British Library. Ce récit de son voyage dans l’au-delà a été imprimé une fois seulement  dans un article par Miss E. M. Thompson en 1904.

## Contexte historique

### Contexte de production
C’est dans un contexte où les visions de l’au-delà sont très populaires, répandues et recherchées durant plusieurs siècles en Europe au Moyen Âge qu’Edmund Leversedge a sa vision d’un autre monde alors qu’il est atteint d’une forme de peste en 1465. Les structures religieuses à son époque sont orientées vers le  sexe masculin, le pouvoir politique est généralement également réservé aux hommes  et ce sont le plus souvent ces derniers qui sont à l’origine des textes théologiques. Les visions font la promotion de l’intériorité, sont vues par l'œil intérieur du visionnaire alors qu’il est apparemment inconscient et mort aux yeux du monde et sont une intensification de la subjectivité qui est en un sens unique au visionnaire. Ces textes témoignent d'une forte volonté morale en plus de promouvoir des valeurs chrétiennes et ils fonctionnent comme une critique sociale. Ils expriment aussi des préoccupations au sujet des défaillances morales institutionnelles qu'il aurait été difficile de soulever autrement. La littérature en moyen-anglais marque effectivement un intérêt croissant pour la morale et, dans une période pré-protestante, de nombreux textes préconisent l'examen de la conscience, la critique du péché et le développement de vertus associées à une piété plus tardive. Edmund Leversedge est par exemple enclin à la gourmandise, à porter des vêtements à la mode. Par ailleurs, des listes nécrologiques témoignent de la fréquence et de la virulence de la peste au XVe siècle, qui frappe notamment l’Angleterre à une échelle nationale en 1465.

### Les visions de l'au-delà et le moyen anglais
Les visions de l’au-delà sont populaires et recherchées durant plusieurs siècles en Europe au Moyen Âge. Elles peuvent avoir une fonction de critique de la société, de promotion des valeurs, peuvent donc avoir un caractère parfois plus personnel ou des visées plus politiques. Elles présentent par ailleurs une idée morale de la personne visionnaire qui subit un jugement personnel à sa propre mort plutôt qu'au moment du jugement dernier. Les visions de l’au-delà sont très répandues au travers le temps et en divers lieux et témoignent de l’envie fondamentale de l’humain de s’imaginer la vie après la mort. L’historien italien du XXe siècle Carlo Ginzburg conclut que le thème d'aller dans l'au-delà et d’en revenir n'est pas un récit parmi d'autres,  mais la matrice de tous les récits possibles.
L’Angleterre et l’Écosse produisent un bon nombre de visions de l’au-delà en versions latines et en anglais moyen, dont plusieurs sont traduites en anglo-norman. Les textes de Drihthelm, de Guthlac, de Seneca, de Merchdeof, d’AEthelwoulf, de Leofric, d’Earnan, de Boso, d’Ailsi, d’Orm, d’Edmund d'Eynsham, de Thurkill, de William de Stranton ou encore d’Edmund Leversedge sont tous des exemples de visions qui y sont produites entre le VIIe et le XVe siècle. Les visions de l’au-delà en anglais moyen couvrent la période allant de la seconde moitié du XIIe siècle jusqu’à la fin du XVe siècle et les premiers textes à être traduits en anglais moyen sont les visions de Saint Paul et de Fursey alors que le dernier serait la vision d’Edmund Leversedge. La transmission manuscrite indique d'une part que le genre était lié à la fois à du matériel littéraire de dévotion et de pénitence ainsi qu'à un divertissement profane, à des romances et à d'autres histoires d'émerveillement d'autre part. Certains manuscrits en moyen anglais, tout comme plusieurs manuscrits latins, semblent avoir été ou avoir du moins commencé en tant que collections de visions de l’autre monde, par exemple à la British Library où est notamment conservé le texte d’Edmund Leversedge.

## Comparaison avec d'autres visions

### Vision de John Newton
Tout comme la vision d’Edmund Leversedge, la vision en transe de John Newton fait partie du groupe de visions qui décrivent un périple dans l’au-delà d’un visionnaire qui en revient pour raconter son histoire. De plus, ces deux textes ont en commun qu’ils ne survivent que dans un seul manuscrit. Elles figurent également, tout comme la vision de William Stranton par exemple, dans des études savantes au sujet de visions de l’au-delà de l’Angleterre avant 1500.

### Vision de Eynsham
Écrite presque trois siècles plus tôt au XIIe siècle, la vision du moine d'Eynsham peut également être comparée à la vision d'Edmund Leversedge de par les thèmes et la structure narrative qu'elles ont en commun. Les deux visions abordent en effet les sujets que sont la maladie, l’approche de la mort, les tourments de l’âme dans le purgatoire, contiennent un  guide dans l’autre monde, une  vision du paradis se terminent par le retour au monde réel du visionnaire avec une leçon salutaire due au périple.  Les deux textes ont de plus en commun que leur guide dans l’au-delà les quitte de temps à autre et  comprennent des descriptions expressives des démons. Ils ont aussi une description semblable du paradis ainsi qu’une topographie de l’autre monde qui se ressemble, comprenant deux niveaux du paradis, une colline où ne peuvent se rendre les démons ou encore des éléments de cristal (des murs ou des échelles selon le texte). Les visionnaires dans les deux textes ressentent de plus un sentiment de joie lié à leur vision. Plusieurs aspects sont frappants dans ces visions, soit l’aspect spécifique des places d’origine des personnages (Eynsham et Frome selon le texte) et la structure narrative des textes comprenant un retour sécuritaire des visionnaires.